# All-Ireland Senior Hurling Championship 1913
L'All-Ireland Senior Football Championship 1913 fu l'edizione numero 27 del principale torneo di hurling irlandese. Kilkenny batté Tipperary in finale, ottenendo il settimo titolo della sua storia.

## Formato
Parteciparono 15 squadre e si tennero i campionati provinciali, tranne quello dell'Ulster, i cui vincitori avrebbero avuto diritto d'accesso alla fase finale nazionale. I campioni del Leinster avrebbero sfidato lo Scotland GAA, e la vincente avrebbe incontrato il Lancashire in una delle due semifinali.

## Torneo
All-Ireland Senior Hurling Championship
| 21 giugno 1913 Quarto di finale | Glasgow | 5-2 – 10-6 | Kilkenny | Glasgow |

| 4 agosto 1913 Semifinale | Kilkenny | 4-4 – 1-4 | Lancashire | Liverpool |

| Dublino 19 ottobre 1913 Semifinale | Tipperary | 10-0 – 1-2 | Roscommon | Croke Park |

| Dublino 12 novembre 1913 Finale | Kilkenny              | 2-4 – 1-2 | Tipperary | Croke Park (c.15,000 spett.)\| Arbitro: \| M.F. Crowe (Limerick) \| |
| Arbitro:                        | M.F. Crowe (Limerick) |           |           |                                                                     |